# Basino (rejon smoleński)
Basino (ros. Басино) – wieś (ros. деревня, trb. dieriewnia) w zachodniej Rosji, w osiedlu wiejskim Pionierskoje rejonu smoleńskiego w obwodzie smoleńskim.

## Geografia
Miejscowość położona jest nad rzeką Soż, 3 km od drogi regionalnej 66K-22 (Szczeczenki – Monastyrszczina), 11 km od drogi federalnej R135 (Smoleńsk – Krasnyj – Gusino), 9,5 km od drogi federalnej R120 (Orzeł – Briańsk – Smoleńsk – Witebsk), 24,5 km od drogi magistralnej M1 «Białoruś», 14 km od centrum administracyjnego osiedla wiejskiego (Sanniki), 14,5 km od Smoleńska, 15,5 km od najbliższego przystanku kolejowego (Dacznaja I).
W granicach miejscowości znajduje się ulica Zariecznaja.

## Demografia
W 2010 r. miejscowość zamieszkiwało 11 osób.